# سنگ‌آب (گرمسار)
سنگ‌آب (گرمسار)، روستایی از توابع بخش ایوانکی شهرستان گرمسار در استان سمنان ایران است.

## جمعیت
این روستا در دهستان ایوانکی قرار دارد و براساس سرشماری مرکز آمار ایران در سال ۱۳۸۵، جمعیت آن ۳۴ نفر (۸خانوار) بوده‌است.